# Voorsorteren

Aankondigingsbord voor een situatie met 3 voorsorteervakken.

Voorsorteren in het verkeer is het kiezen van een bepaalde rijstrook, ook wel vak genoemd, voordat een voertuig op een kruispunt of verkeersknooppunt van richting verandert.
Voorsorteren voorkomt dat het verkeer dat niet dezelfde richting opgaat, wordt gehinderd. Vaak zijn de rijstroken door middel van wegmarkering aangegeven, door lijnen en pijlen op het wegdek. Bij kruispunten met verkeerslichten hebben in Nederland de afzonderlijke stroken een eigen verkeerslicht.
De eenvoudigste vorm bestaat uit twee vakken, waarvan de linker bedoeld is voor linksafslaand verkeer en de rechter voor rechtsafslaand en rechtdoorgaand verkeer. Dit type wordt vooral gebruikt op kruispunten zonder lichten, omdat het linksafslaand verkeer langer moet wachten, vanwege de verkeersregel "rechtdoorgaand verkeer op dezelfde weg gaat voor".
Voorsorteren wordt vaak aangekondigd door middel van speciale borden.